# Chòm sao quanh cực

Hình động minh họa Polaris và các chòm sao quanh cực ở Bắc bán cầu.

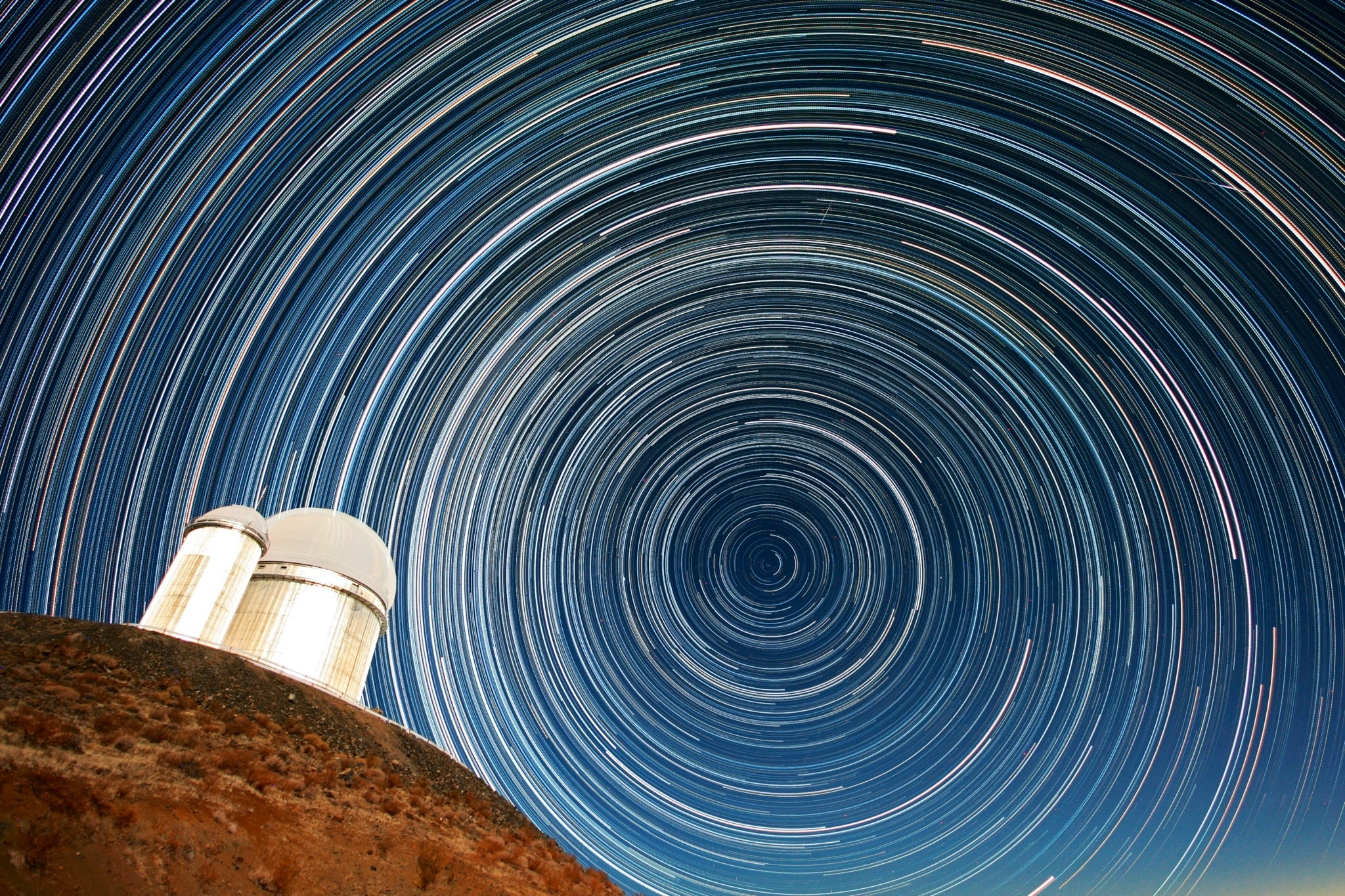
Những vệt sao quanh cực được chụp với độ phơi sáng kéo dài.

Hình động minh họa sự tự quay của Trái Đất quanh trục của nó.

Trong thiên văn học, chòm sao quanh cực là một chòm sao (nhóm các ngôi sao) không bao giờ lặn dưới đường chân trời, khi nhìn từ một vị trí trên Trái Đất. Do sự tự quay của Trái Đất và độ nghiêng trục quay so với quỹ đạo mà các ngôi sao và chòm sao có thể được chia thành hai loại. Những ngôi sao và chòm sao không bao giờ lặn hay mọc được gọi là quanh cực. Phần còn lại được chia thành các ngôi sao và chòm sao theo mùa.
Các ngôi sao và chòm sao quanh cực phụ thuộc vào vĩ độ của người quan sát. Ở Bắc bán cầu, một số ngôi sao và chòm sao nhất định sẽ luôn được nhìn thấy trên bầu trời quanh cực bắc. Điều tương tự cũng đúng ở Nam bán cầu, nơi các ngôi sao và chòm sao nhất định sẽ luôn được nhìn thấy trên bầu trời quanh cực nam. Thiên cực bắc, trong kỷ nguyên hiện tại (J2000) được đánh dấu bằng Polaris cách đó chưa đến 1°, luôn có góc phương vị bằng 0. Cao độ của cực ở một vĩ độ Ø nào đó là cố định, và giá trị của nó được tính theo công thức sau: A = 90°– Ø. Tất cả các ngôi sao có xích vĩ nhỏ hơn A đều không là quanh cực.
Khi nhìn từ Bắc Cực, tất cả các chòm sao có thể nhìn thấy toàn bộ ở phía bắc của xích đạo thiên cầu đều là quanh cực, và tương tự như vậy đối với các chòm sao ở phía nam của xích đạo thiên cầu khi nhìn từ Nam Cực. Khi nhìn từ xích đạo, không có bất kỳ chòm sao quanh cực nào được nhìn thấy. Khi nhìn từ các vĩ độ giữa của Bắc bán cầu (40-50° vĩ bắc) thì các chòm sao quanh cực có thể bao gồm Đại Hùng, Tiểu Hùng, Thiên Long, Tiên Vương, Thiên Hậu và một số chòm sao ít được biết đến là Lộc Báo, Thiên Miêu và Hiết Hổ.
Tại các vĩ độ giữa của Nam bán cầu (40-50° vĩ nam) thì các chòm sao quanh cực là Nam Cực (nơi Thiên cực nam nằm ở đó), Thiên Yến, Khổng Tước, Ấn Đệ An, Đỗ Quyên, Thủy Xà, Sơn Án, Yển Diên. Do các chòm sao ở bầu trời bán cầu nam không có ngôi sao nào đủ sáng nên chúng không thu hút sự chú ý.